# نهاش أحمر الزعانف
نهاش أحمر الزعانف (الاسم العلمي: Lutjanus erythropterus) (بالإنجليزية: Crimson snapper)‏ هو نوع من الأسماك يتبع جنس النهاش من الفصيلة النهاشية.